# La Penne-sur-Huveaune
La Penne-sur-Huveaune település Franciaországban, Bouches-du-Rhône megyében. Lakosainak száma 6618 fő (2022. január 1.). La Penne-sur-Huveaune Aubagne és Marseille községekkel határos.

## Népesség
A település népességének változása:
| Lakosok száma | 4489 | 5782 | 5879 | 6153 | 6264 | 6385 | 6436 | 6519 | 6521 | 6618 |
|               | 1968 | 1982 | 1990 | 2006 | 2013 | 2015 | 2017 | 2019 | 2020 | 2022 |